# DN3A
De DN3A (Drum Național 3A of Nationale weg 3A) is een weg in Roemenië. Hij loopt van Lehliu Gară naar Fetești-Gară. De weg is 79 kilometer lang.